# Saison 14 de Danse avec les stars
 (janvier 2025).
La quatorzième saison de l'émission française de divertissement Danse avec les stars a été diffusée le vendredi du 7 février 2025, au vendredi 25 avril 2025 sur TF1. Elle a été animée par Camille Combal.
L'émission a été remportée par la chanteuse Lenie, aux côtés du danseur Jordan Mouillerac.

## Participants
Lors de cette saison 14 de Danse avec les stars, douze couples formés d'une célébrité et d'un danseur professionnel se sont affrontés. Il y avait 12 candidats : 6 hommes et 6 femmes, soit autant de célébrités que lors de la saison précédente.
| Candidat               | Occupation                                           | Partenaire            | Classement                 |
| ---------------------- | ---------------------------------------------------- | --------------------- | -------------------------- |
| Lenie                  | chanteuse, danseuse, autrice-compositrice-interprète | Jordan Mouillerac     | Vainqueur le 25 avril 2025 |
| Florent Manaudou       | nageur                                               | Elsa Bois             | Deuxième le 25 avril 2025  |
| Adil Rami              | footballeur                                          | Ana Riera             | Troisième le 25 avril 2025 |
| Jungeli                | chanteur, auteur-compositeur-interprète              | Inès Vandamme         | éliminé le 18 avril 2025   |
| Mayane                 | comédienne                                           | Christophe Licata     | éliminée le 18 avril 2025  |
| Julie Zenatti          | chanteuse, autrice-compositrice-interprète           | Adrien Caby           | éliminée le 11 avril 2025  |
| Claude Dartois         | chauffeur de maître, candidat de téléréalité         | Katrina Patchett      | éliminé le 4 avril 2025    |
| Ève Gilles             | Miss France 2024, mannequin                          | Nino Mosa             | éliminée le 28 mars 2025   |
| Frank Lebœuf           | footballeur, acteur                                  | Candice Pascal        | éliminé le 21 mars 2025    |
| Charlotte de Turckheim | actrice, humoriste, réalisatrice                     | Yann-Alrick Mortreuil | éliminée le 14 mars 2025   |
| Sophie Davant          | animatrice de télévision et de radio, journaliste    | Nicolas Archambault   | éliminée le 1er mars 2025  |
| Nelson Monfort         | journaliste sportif, animateur de télévision         | Calisson Goasdoué     | éliminé le 22 février 2025 |

Lenie
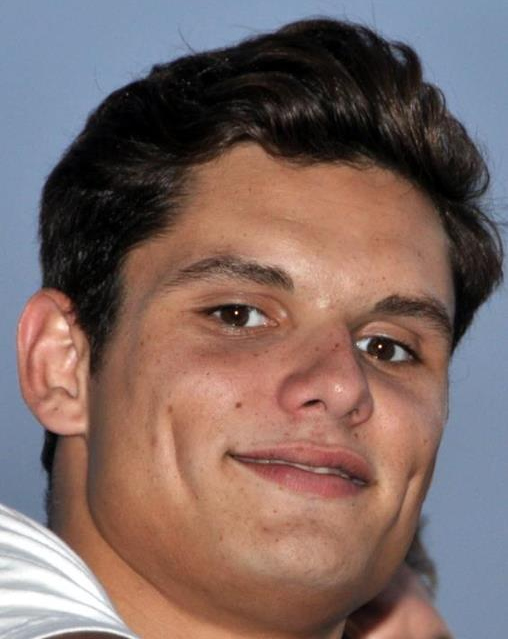
Florent Manaudou
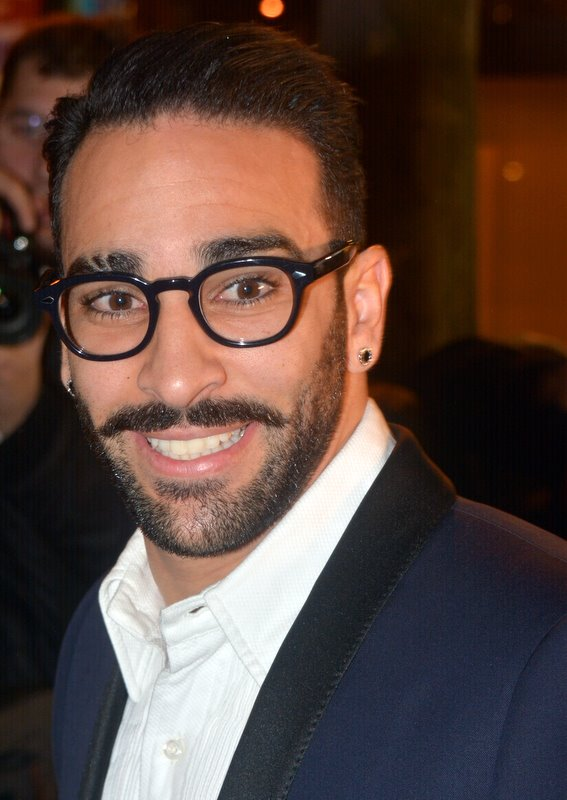
Adil Rami
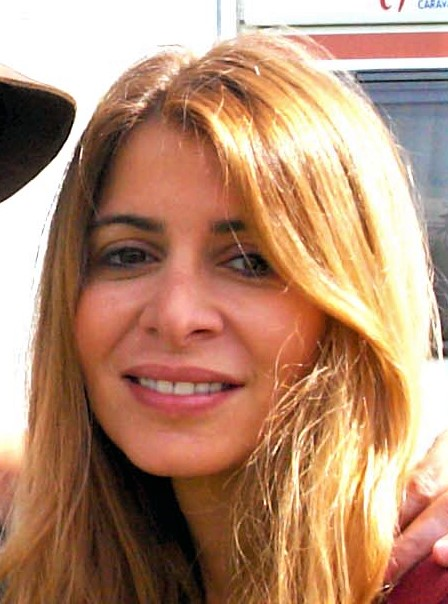
Julie Zenatti
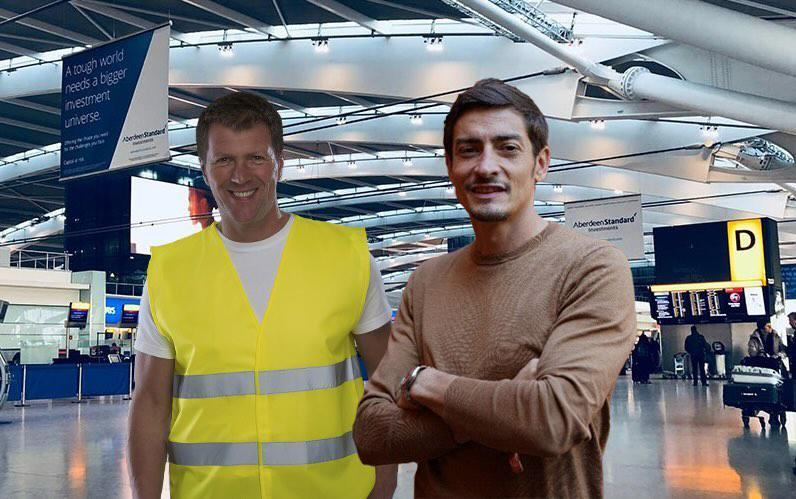
Claude Dartois
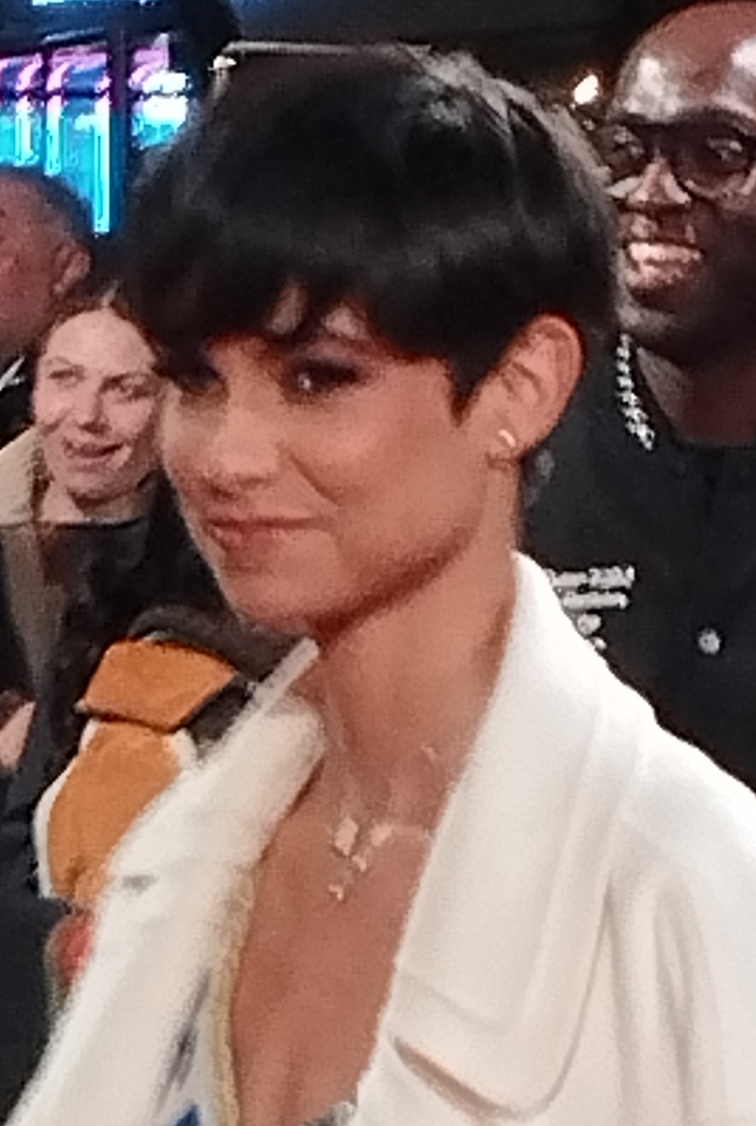
Ève Gilles
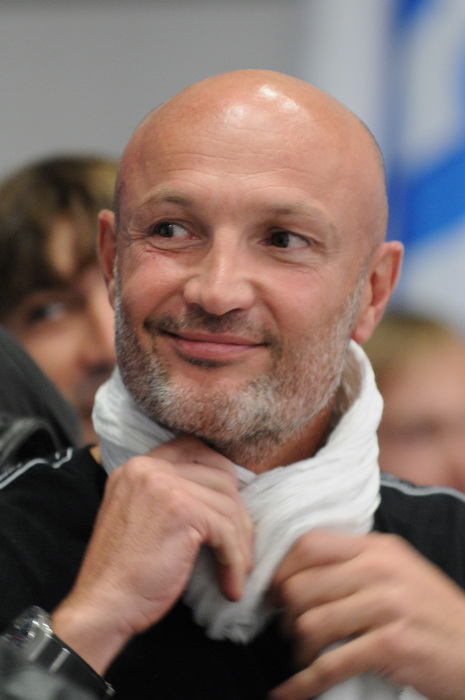
Frank Lebœuf
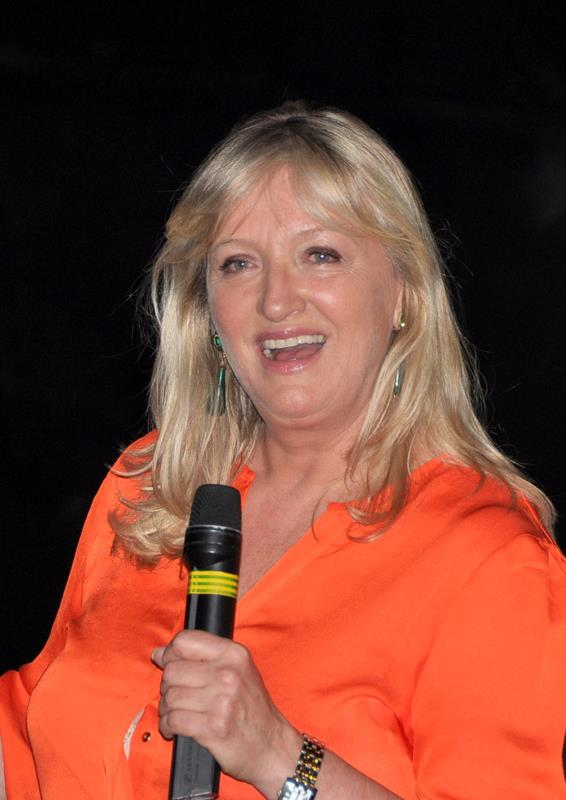
Charlotte de Turckheim
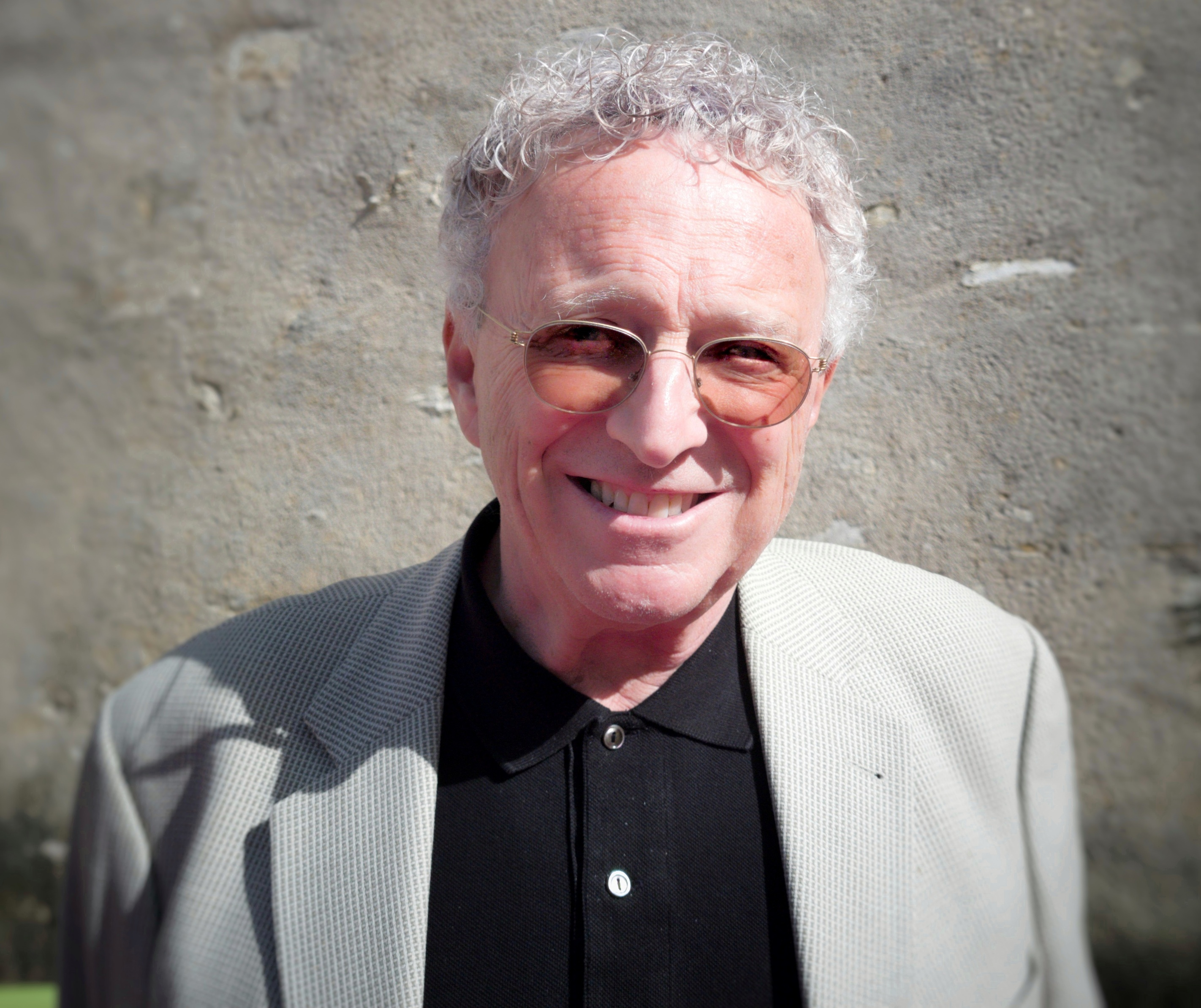
Nelson Monfort

## Invités musicaux
- 4 avril 2025 : K. Maro, Damien Sargue, Merwan Rim et Alexis Loizon
- 11 avril 2025 : Emmanuel Moire (Le Roi Soleil)

## Audiences

### Danse avec les stars
| Épisode            | Diffusion       | Téléspectateurs | Parts de marché | Parts de marché | Classement des audiences de la soirée | Référence |
| Épisode            | Diffusion       | Téléspectateurs | (4 ans et plus) | (FRDA-50)       | Classement des audiences de la soirée | Référence |
| ------------------ | --------------- | --------------- | --------------- | --------------- | ------------------------------------- | --------- |
| 1                  | 7 février 2025  | 3 683 000       | 18,6 %          | 30 %            | 2e                                    | [ 38 ]    |
| 1                  | 7 février 2025  | 3 360 000       | 22 %            | NC              | 2e                                    | [ 38 ]    |
| 2                  | 14 février 2025 | 3 002 000       | 15,9 %          | 28,9 %          | 2e                                    | [ 39 ]    |
| 2                  | 14 février 2025 | 2 960 000       | 19,6 %          | 30,9 %          | 1er                                   | [ 39 ]    |
| 3                  | 21 février 2025 | 3 050 000       | 16,6 %          | 29,8 %          | 2e                                    | [ 40 ]    |
| 3                  | 21 février 2025 | 2 650 000       | 24,9 %          | 32,2 %          | 1er                                   | [ 40 ]    |
| 4                  | 28 février 2025 | 2 969 000       | 16,1 %          | 28,5 %          | 1er                                   | [ 41 ]    |
| 4                  | 28 février 2025 | 2 230 000       | 18,2 %          | 26,6 %          | 1er                                   | [ 41 ]    |
| 5                  | 14 mars 2025    | 3 282 000       | 17,7 %          | 33,5 %          | 2e                                    | [ 42 ]    |
| 5                  | 14 mars 2025    | 2 710 000       | 21,4 %          | 35,9 %          | 2e                                    | [ 42 ]    |
| 6                  | 21 mars 2025    | 2 955 000       | 17 %            | 34,7 %          | 2e                                    | [ 43 ]    |
| 6                  | 21 mars 2025    | 2 750 000       | 23,8 %          | 40,3 %          | 2e                                    | [ 43 ]    |
| 7                  | 28 mars 2025    | 3 132 000       | 18 %            | 37,1 %          | 2e                                    | [ 44 ]    |
| 7                  | 28 mars 2025    | 2 530 000       | 22,1 %          | 38,7 %          | 2e                                    | [ 44 ]    |
| 8                  | 4 avril 2025    | 2 742 000       | 15,1 %          | 30,2 %          | 2e                                    | [ 45 ]    |
| 8                  | 4 avril 2025    | 2 450 000       | 18 %            | 32,4 %          | 2e                                    | [ 45 ]    |
| 9                  | 11 avril 2025   | 3 107 000       | 18,3 %          | 32,9 %          | 2e                                    | [ 46 ]    |
| 9                  | 11 avril 2025   | 2 890 000       | 22,4 %          | 37,8 %          | 1er                                   | [ 46 ]    |
| 10                 | 18 avril 2025   | 2 781 000       | 16,2 %          | 29,3 %          | 2e                                    | [ 47 ]    |
| 10                 | 18 avril 2025   | 2 570 000       | 21,4 %          | 36,1 %          | 2e                                    | [ 47 ]    |
| 11                 | 25 avril 2025   | 3 550 000       | 20,1 %          | 37,1 %          | 2e                                    | [ 48 ]    |
| 11                 | 25 avril 2025   | 3 490 000       | 27,8 %          | 46,8 %          | 1er                                   | [ 48 ]    |
|                    |                 |                 |                 |                 |                                       |           |
| Bilan de la saison | P1              | 3 110 000       | 17,3 %          | 32 %            |                                       | [ 49 ]    |
| Bilan de la saison | P2              | 2 780 000       | 22 %            | 35,2 %          |                                       | [ 49 ]    |
| Bilan de la saison | Total           | 2 950 000       | 19,7 %          | 33,6 %          |                                       | [ 49 ]    |

Légende :
- Plus hauts chiffres d'audience
- Plus bas chiffres d'audience

## Production

### Présentation
L'émission ainsi que la deuxième partie de soirée sont animées par Camille Combal.

### Jury
Le jury demeure inchangé par rapport à la treizième saison : Jean-Marc Généreux, Fauve Hautot, Mel Charlot et Chris Marques sont au bureau des juges de cette quatorzième saison.

### Candidats
Comme tous les ans, des noms de candidats potentiels sont dévoilés par des indiscrétions, avant l'annonce officielle. Dès janvier 2025, les médias confirment la participation des chanteurs Julie Zenatti, Jungeli, Lenie, de l'humoriste Charlotte de Turckheim, de Miss France 2024 Ève Gilles, du candidat de téléréalité Claude Dartois, du nageur Florent Manaudou, des footballeurs Adil Rami et Frank Lebœuf, de la comédienne Mayane-Sarah El Baze, et des animateurs de télévision Nelson Monfort et Sophie Davant.

### Danseurs professionnels
Le danseur Anthony Colette (saison 8 à 13), qui avait gagné la précédente saison aux côtés de Natasha St-Pier, a été écarté du programme par TF1, après l'altercation de la saison précédente qui avait eu lieu entre Natasha St-Pier et Inès Reg. Christian Millette (saison 3 à 11 puis 13) et Maxime Dereymez (saison 1 à 11 puis 13) ne participent pas non plus à l'émission.
Katrina Patchett (saisons 1 à 10 puis 12) et Calisson Goasdoué (saison 12), absentes de la saison précédente, font leur retour dans l'émission. Un nouveau danseur intègre aussi le programme : Nino Mosa, partenaire de danse d'Ève Gilles.